# Lovuška dlja odinokogo mužčiny
Lovuška dlja odinokogo mužčiny (Ловушка для одинокого мужчины) è un film del 1990 diretto da Aleksej Aleksandrovič Korenev.

## Trama
Il film racconta di un uomo la cui moglie era scomparsa, cosa che lo ha costretto a rivolgersi alla polizia. All'improvviso, una cura locale gli porta una donna che si fa chiamare sua moglie, e lui afferma di non averla mai vista.